# Fixem
Fixem (deutsch bis 1915 Fixem, seitdem Fixheim, lothringisch Fecksem) ist eine französische Gemeinde mit 399 Einwohnern (Stand 1. Januar 2022) im Département Moselle in der Region Grand Est (bis 2015 Lothringen). Sie gehört zum Arrondissement Thionville.

## Geografie
Fixem liegt etwa zwölf Kilometer nordwestlich von Thionville auf einer Höhe zwischen 150 und 215 m über dem Meeresspiegel, die mittlere Höhe beträgt 172 m. Das Gemeindegebiet umfasst 3,54 km². Hier mündet das Flüsschen Beyren in den Boler.

## Geschichte
Der Ort wurde erstmals 781 als Fuckinsheim erwähnt. Dann Fuxem (781–782), Fuxheim (1616).
Damals war ein Johann von Fuxheym der Schultheiß und Rentmeister zu Sierck-les-Bains (Département Moselle). Er bekundete, dass die Grafenbrüder Gerhard III. und Sebastian von Sayn und Homburg (Nordrhein-Westfalen, Oberbergischer Kreis) ihm einige Kaufmannsgulden gemäß einem Lehnbrief übergeben haben. 
Der Ort gehört seit 1769, mit einer Unterbrechung von 1871 bis 1918 (Reichsland Elsaß-Lothringen), zu Frankreich.
| Jahr      | 1962 | 1968 | 1975 | 1982 | 1990 | 1999 | 2007 | 2019 |
| --------- | ---- | ---- | ---- | ---- | ---- | ---- | ---- | ---- |
| Einwohner | 225  | 254  | 234  | 280  | 325  | 304  | 371  | 414  |